# 서울수색초등학교
서울수색초등학교는 대한민국 서울특별시 은평구 수색동에 있는 공립 초등학교이다.

## 연혁
- 1935년 4월 1일 고양군 연희공립보통학교 개교
- 1938년 4월 1일 연희공립심상소학교로 개칭[1]
- 1941년 4월 1일 연희공립국민학교로 개칭[2]
- 1943년 5월 19일 수색공립국민학교로 변경
- 1949년 8월 14일 서울수색국민학교로 변경[3][4](서울특별시로 편입)
- 1996년 3월 1일 서울수색초등학교로 개칭[5]
- 2003년 7월 3일 학교 재건축 완공 입실
- 2005년 6월 20일 한울채[6] 개관
- 2009년 3월 10일 병설유치원 개원
- 2013년 11월 18일 어린이 놀이시설 설치 공사
- 2015년 7월 6일 물빛 야생화동산 조성(60종 야생화)
- 2016년 3월 7일 학교 급식실 리모델링 및 식탁 의자 교체
- 2016년 8월 5일 물빛연못 분수대 완공
- 2017년 2월 10일 체육관 지붕 방수공사
- 2018년 3월 1일 제30대 서영희 교장 부임
- 2018년 9월 3일 병설유치원 리모델링
- 2019년 11월 10일 제26회 은평구청장기 꿈나무 축구대회 우승
- 2020년 1월 22일 나노방진망 설치
- 2020년 2월 12일 제83회 졸업식(3개 학급 56명 졸업)(누계 34,817명)
- 2025년 4월 1일 개교 90주년

## 상징
- 교화(校花) - 개나리 : 봄을 가장 먼저 알리는 개나리꽃을 보며 부지런한 어린이로 자라고, 맑고 귀여운 모습의 개나리꽃처럼 사랑스럽고 귀여운 어린이로 자라라는 의미를 지닌다.
- 교목(校木) - 향나무 : 늘 푸르고 주변을 향기롭게 하고, 정화하는 향나무처럼 어려움 속에서도 꿋꿋하게 자라고, 주변 사람들에게 향기를 나누어 주는 올바른 사람으로 자라라는 뜻이다.

## 참고 자료
- 서울수색초등학교 - 한국교육학술정보원 학교알리미

## 씨름부
1.씨름부는 2019년에 만들어졌다
2. 코치 :박주원
3. 선수단:김규민,김지율,이도원,송은찬,이호진,윤시완
1. ↑  칙령 제103호 (1938년 3월 3일)
2. ↑  칙령 제148호 (국민학교령)(1941년 2월 28일)
3. ↑  대통령령 제159호 시·도의관할구역및구·군의명칭·위치·관할구역변경의건 (1949년 8월 13일)
4. ↑  대통령령 제160호 서울시구출장소설치에관한건 (1949년 8월 13일)
5. ↑  법률 제5069호 (1995년 12월 29일)
6. ↑  역사관, 예절실, 보육교실